# Sean Taylor (footballspeler)

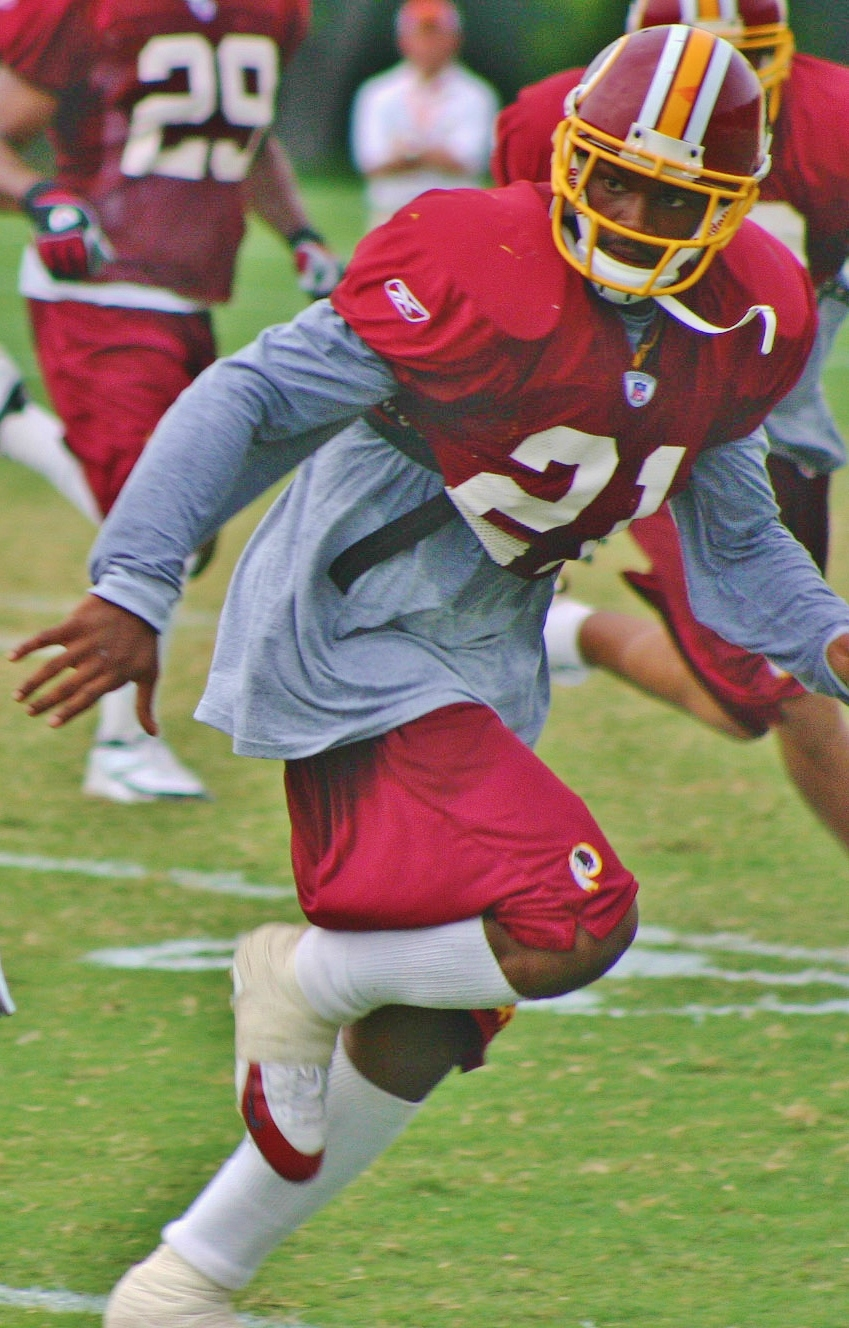
Sean Taylor op een trainingskamp van Redskins, augustus 2005.

Sean Michael Maurice Taylor (Miami (Florida), 1 april 1983 – aldaar, 27 november 2007) was een Amerikaanse verdedigende footballspeler die bij de Washington Redskins speelde. Door zijn wilde stijl van spelen noemden zijn teamgenoten hem "Meast", een samensmelting van de woorden "half-man, half-beast".

## Levensloop
Op zijn middelbare school Gulliver Preparatory School in Pinecrest, een voorstad van Miami, speelde Taylor al football. In 2000 hielp hij zijn schoolteam met het winnen van een staatskampioenschap. Bij Gulliver was hij aan beide zijden succesvol, zowel verdedigend als aanvallend.
In 2001 werd Taylor gescout door de Universiteit van Miami. In 2004 deed hij mee aan de NFL Draft, waarna hem datzelfde jaar een 7-jarig contract werd aangeboden door Washington Redskins, voor een bedrag van acht miljoen dollar. In de drie jaar daarop speelde Taylor succesvol in de NFL, de hoogste Amerikaanse footballcompetitie.
Op 26 november 2007, rond 1.45 's ochtends lokale tijd, werd Taylor in zijn huis in Palmetto Bay, een voorstad van Miami, beschoten. Hij raakte gewond aan zijn bovenbeen. Zijn vriendin probeerde het alarmnummer te bellen, maar de lijn bleek te zijn afgesloten. Vervolgens moest zij met haar mobiele telefoon bellen, wat tijd kostte. Na een urenlange operatie had Taylor veel bloed verloren en lag hij in coma. In de vroege ochtend van 27 november 2007 overleed hij in het ziekenhuis. Rond zijn dood werd veel gespeculeerd. 